# Pin Oak Acres
Pin Oak Acres es un lugar designado por el censo ubicado en el condado de Mayes en el estado estadounidense de Oklahoma. En el Censo de 2010 tenía una población de 421 habitantes y una densidad poblacional de 46,65 personas por km².

## Geografía
Pin Oak Acres se encuentra ubicado en las coordenadas 36°7′21″N 95°17′20″O / 36.12250, -95.28889. Según la Oficina del Censo de los Estados Unidos, Pin Oak Acres tiene una superficie total de 14.52 km², de la cual 14.52 km² corresponden a tierra firme y (0%) 0 km² es agua.

## Demografía
Según el censo de 2010, había 421 personas residiendo en Pin Oak Acres. La densidad de población era de 46,65 hab./km². De los 421 habitantes, Pin Oak Acres estaba compuesto por el 75.77% blancos, el 0.71% eran afroamericanos, el 9.03% eran amerindios, el 0.24% eran asiáticos, el 0% eran isleños del Pacífico, el 0% eran de otras razas y el 14.25% pertenecían a dos o más razas. Del total de la población el 1.9% eran hispanos o latinos de cualquier raza.